# Théories du complot sur la mort de Jean-Paul Ier

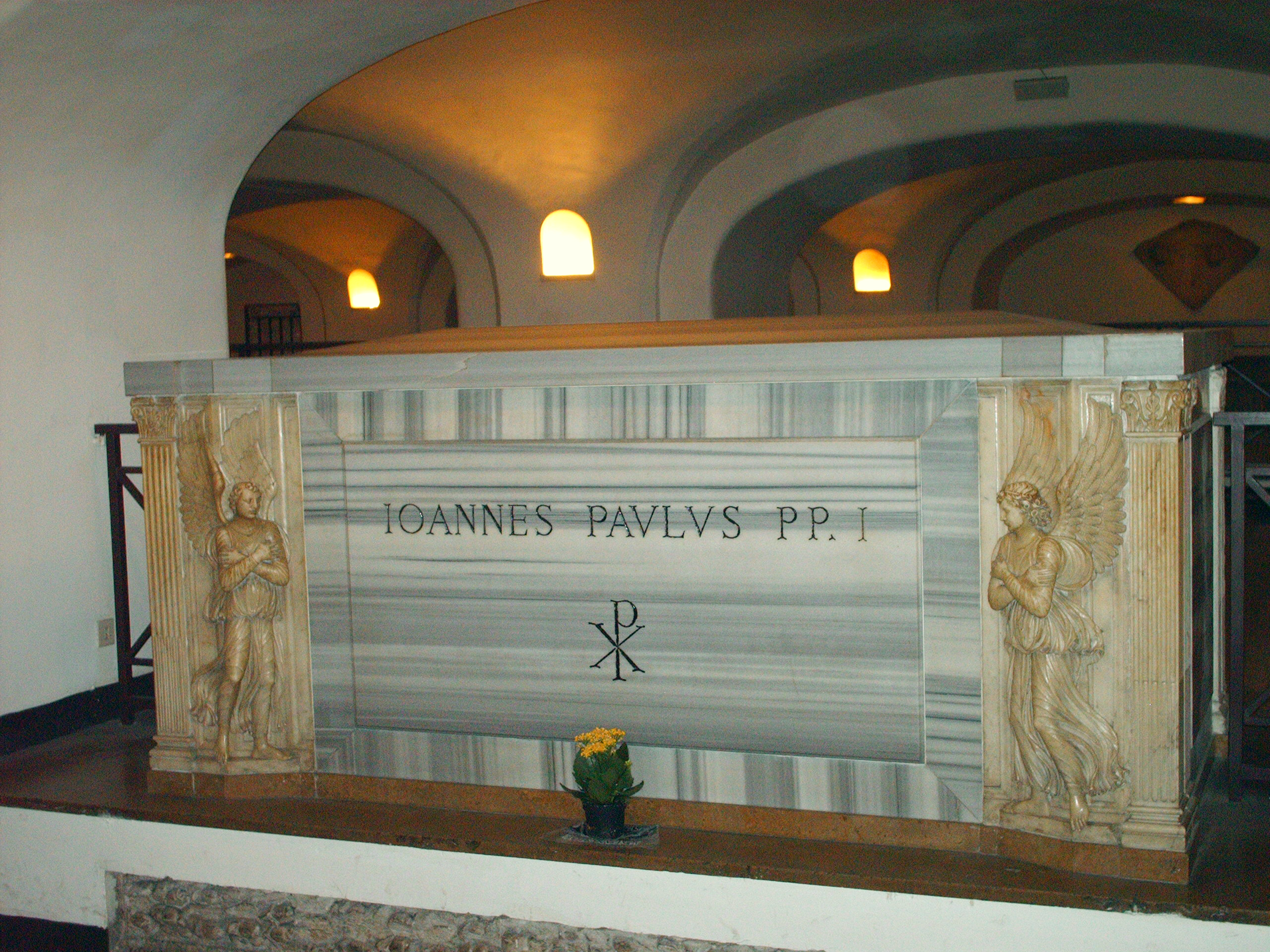
La tombe de Jean-Paul Ier dans la nécropole papale de la basilique Saint-Pierre.

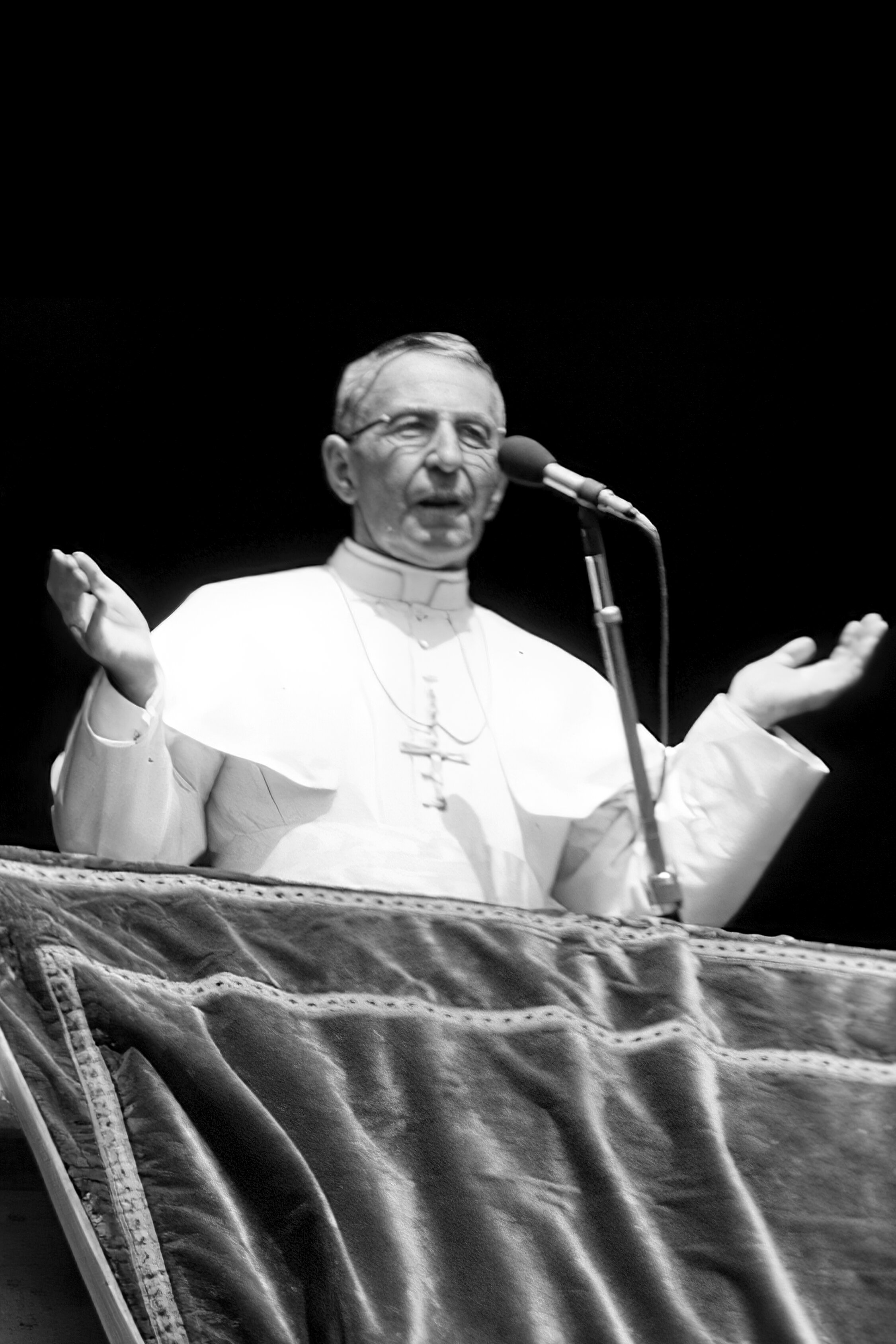
Jean Paul Ier à la fenêtre du palais apostolique après son élection.

Les théories du complot sur la mort de Jean-Paul Ier font suite à la mort subite du pape Jean-Paul Ier le 28 septembre 1978, 33 jours seulement après le début de son pontificat.

## Explication
Jean-Paul Ier élu au pontificat le 26 août 1978, à 65 ans, et intronisé le 3 septembre 1978, meurt dans la nuit du 28 septembre 1978 au Vatican après un pontificat d'un mois et deux jours, soit 33 jours et 6 heures. Le corps du souverain pontife est retrouvé mort dans son lit par la sœur Vincenza Taffarel qui comme d'habitude lui apportait vers 4 h 45 son café dans le cabinet attenant à sa chambre. La version officielle attribue sa mort à un infarctus ou une crise d'urémie. Des rumeurs commencent à circuler dès l'annonce de sa mort, amplifiées par le fait que le corps du défunt pape ne sera pas autopsié et que le Vatican peinera à produire un certificat de décès.
Des interrogations répétées évoquent des doutes sur la découverte du corps du pape par la sœur Vincenza Taffarel, sur ce qu'il était en train de lire avant sa mort, et sur le fait que son  corps est rapidement embaumé, rendant toute autopsie impossible,, alimentant les théories complotistes, associées avec la banque du Vatican qui possédait de nombreuses parts du Banco Ambrosiano.
Si la mort paraît soudaine, le pape Jean-Paul Ier était malade. Alors qu'il venait d'être élu pape contre son gré, son médecin personnel Mario Fontana, le vieux docteur à la tête du service de santé du Vatican, était parti à la retraite et son successeur, le docteur Renato Buzzonetti, encore en vacances, n'avait pas encore pris ses fonctions. Le dossier médical du pape ne lui était donc pas encore parvenu. Or, le souverain pontife devait absolument être suivi puisqu'il avait déjà séjourné huit fois à l'hôpital et avait subi quatre opérations, notamment pour des problèmes d'embolie, ce qui l'obligeait à prendre des anticoagulants. Il est ainsi fort possible que, la veille de sa mort, sous l'effet du surmenage, le pape ait négligé de prendre son traitement anticoagulant, ce qui a déclenché une thrombose fatale. De plus, la journée avait été dure et le pape avait été particulièrement secoué dans la soirée par un long coup de téléphone avec l'archevêque de Milan, le cardinal Giovanni Colombo, à propos de nominations de cardinaux italiens, ce qui n'avait fait que renforcer son stress.
Jean-Paul Ier repose dans la crypte de Saint-Pierre de Rome.

## Théories du complot
Un décès non naturel est évoqué par Roger Peyrefitte dans son roman à clefs La Soutane rouge paru en 1983.

### Abbé Georges de Nantes

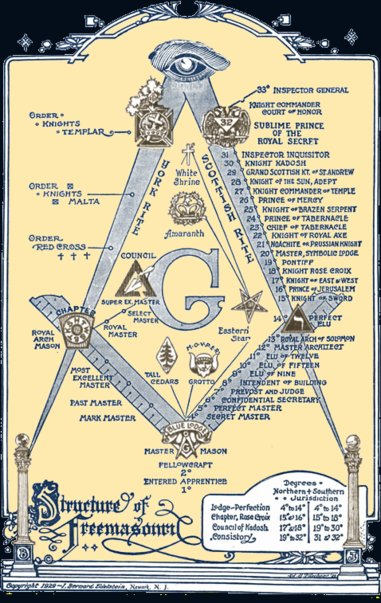
Le décès de Jean-Paul Ier après seulement 33 jours de pontificat, rapprochés des 33 grades maçonniques au rite écossais ancien et accepté (à droite), vus comme une signature d'assassinat.

L'abbé traditionaliste Georges de Nantes consacra une partie de sa vie à rassembler des avis de gens qui côtoyaient le pape avant et après son élection. Il mentionne des prêtres, membres présumés de la franc-maçonnerie, qui auraient monté un complot maçonnique contre lui,.

### David Yallop
Dans un ouvrage polémique (Au nom de Dieu, Bourgois, 1984), David Yallop conclut, au terme d'une longue enquête, que le pape aurait été empoisonné sur ordre du cardinal Villot et de Paul Marcinkus. On aurait retrouvé dans ses papiers le texte de la destitution de Villot, qui n'attendait que sa signature. Le pape préparait également un certain nombre de déplacements de prélats figurant sur une liste de personnes adhérentes à des loges maçonniques qui lui avait été remise. Il implique également Roberto Calvi, car Jean-Paul Ier préparait une réforme des finances du Vatican, en particulier de l'Institut pour les œuvres de religion, connu sous le nom de Banque du Vatican, qui possédait de nombreuses parts du Banco Ambrosiano. La Banque du Vatican perdit environ 250 millions de dollars.
Des affaires réelles de corruption ont bien eu lieu au Vatican, impliquant Paul Marcinkus et Roberto Calvi, du Banco Ambrosiano, qui était membre de la loge P2. Calvi fut retrouvé pendu sous un pont à Londres ; il avait disparu juste avant que le scandale l'impliquant n'éclate. L'enquête a conclu au suicide. Sous demande de sa famille, une deuxième enquête fut ouverte. Elle conclut à un verdict ouvert. Quant à Villot, il expliqua que le pape aurait pris une dose fatale d'Effortil (il s'agit d'un cardiotonique et non pas un antihypertenseur), médicament liquide qu'il prenait depuis quelques années pour soulager sa tension. Le cardinal aurait ainsi refusé l'autopsie pour éviter que ne soit révélée cette prise médicamenteuse et que ne surgissent des rumeurs de suicide.
Après la publication de son livre, David Yallop accepta de reverser les bénéfices de la vente de son livre à une œuvre de charité désignée par le Vatican, si le Saint-Siège acceptait d'enquêter sur son allégation principale, selon laquelle, lors de la découverte du corps du pape, ce dernier tenait dans la main un document qui fut ensuite détruit, car il désignait des membres haut placés de la curie, dont certains étaient francs-maçons et d'autres tenaient un rôle clé dans la corruption et le blanchiment de l'argent de la drogue. Parmi eux, Paul Marcinkus, qui fut par la suite nommé par le pape Jean-Paul II au poste de troisième personne la plus influente du Vatican, après le pape et le secrétaire d'État. D. Yallop révèle les numéros de loge maçonnique des membres de la curie ayant fait allégeance à la maçonnerie, bien qu'il soit interdit à un catholique d'être maçon.
Parmi les commanditaires probables de l'assassinat, Yallop cite Umberto Ortolani, un des chefs de la loge maçonnique P2 et Licio Gelli, grand maître de la loge P2. Yallop rappelle la tentative de suicide de Michele Sindona, le 13 mai 1980, en s'ouvrant les poignets et en absorbant une certaine quantité de digitaline, précisant que Gelli avait invité les membres importants de P2 à toujours en avoir sur eux, rapprochant ce fait de l'empoisonnement probable du pape à l'aide de cette substance. Yallop cite John Cody, cardinal américain, archevêque de Chicago de 1965 à sa mort et présumé corrompu, comme ayant un mobile très clair et très puissant de participer à un complot visant à assassiner le pape.
Il rapporte qu'au Vatican, la mort subite et inattendue dans son fauteuil de Nicodème (Rotov) le 5 septembre 1978 aurait été vue comme une tentative d'assassinat du pape par empoisonnement qui aurait manqué sa cible, tempéré par le fait que Nicodème avait déjà subi des attaques cardiaques dans le passé.

### John Cornwell
L'historien et journaliste britannique John Cornwell, dans son livre de 1989 A Thief in The Night, examine et oppose certains points que soulève David Yallop. Il estime que les théories de Yallop requièrent que le corps du pape ait été trouvé à 4h30 ou 4h45 du matin, soit une heure avant que les rapports officiels ne l'estiment. Pour ce faire, il se fonde sur une version de Radio Vatican et d'une agence de presse italienne, ANSA, qui auraient triché sur l'heure et mal représenté les appartements du pape. David Yallop affirme avoir obtenu un témoignage de la sœur Vincenza Taffarel, la religieuse qui a découvert le corps du pape, mais il aurait refusé d'en montrer les transcriptions à Cornwell. Bien que Cornwell critique les prélats du Vatican, il conclut que le pape ne fut pas assassiné mais mourut d'une embolie pulmonaire, peut-être provoquée par du surmenage ou de la négligence.

### Lucien Grégoire
Lucien Grégoire a prétendu qu'il connaissait personnellement Albino Luciani, par le biais de son assistant personnel, durant la période où Luciani était évêque de Vittorio Veneto. Mais il n'a jamais pu prouver ses affirmations, cet assistant ayant été mystérieusement tué dans un accident de la circulation avec délit de fuite, à l'extérieur de Saint-Pierre, quelques jours après la mort de Luciani. Les enquêtes de Grégoire prétendent continuer les travaux d'Avro Manhattan, dont il dit qu'il serait mort dans d'étranges conditions en visitant sa maison familiale à South Shields, à Tyne and Wear, au Royaume-Uni. Il affirme que sa mort s'inscrit parmi celles des proches ou des appuis de Jean-Paul Ier. Lucien Grégoire dresse une liste d'environ 30 décès suspects, incluant Paul VI, le primat de Belgique Léon-Joseph Suenens, le jeune métropolite de Léningrad Boris Gueorguievitch Rotov et de nombreux anciens membres de la garde suisse pontificale.

### Malachi Martin
Le livre de Malachi Martin, Vatican : A Novel, publié en 1986, est présenté comme un roman fondé sur l'histoire papale récente. Bien qu'il s'agisse officiellement d'une œuvre de fiction, Malachi Martin propose la théorie que le pape a été assassiné par l'Union soviétique car il souhaitait abandonner la politique de ses prédécesseurs, Jean XXIII et Paul VI, qui s'accommodaient du communisme et voulait condamner une nouvelle fois le communisme comme étant une idéologie totalitaire et athée. Malachi Martin prétendait que la structure de l'Église était infiltrée depuis des décennies par la maçonnerie qui obtenait des positions d'influence, comme celle de Jean-Marie Villot, alors cardinal secrétaire d'État.

### Charles Murr
Dans son livre de 2017 The Godmother: Madre Pascalina, Charles T. Murr écrit sur la coïncidence selon laquelle le pape Jean-Paul Ier avait tenté de discipliner le cardinal Sebastiano Baggio, qui a nommé de nombreux évêques « libéraux », y compris, plus tard, l'ex-cardinal défroqué Theodore McCarrick, et que Baggio était la dernière personne à avoir vu le pape Jean-Paul Ier vivant.

### Anthony Raimondi
Dans son livre de 2019, le gangster colombien Anthony Raimondi affirme "When the bullet hits the bone" qu'il était présent en 1978 lorsque ses complices ont tué le pape Jean-Paul Ier (ci-dessus) à tuer le pape en mettant du valium dans son thé pour l'assommer puis à l'empoisonner au cyanure, parce que le pontife avait menacé de révéler une fraude boursière commise par des initiés de la banque du Vatican. Parmi les assassins, il cite avoir aidé son cousin l'archevêque Paul Marcinkus. Raimondi affirme que des plans avaient été élaborés pour assassiner également Jean-Paul II si ce dernier décidait de révéler la fraude. Raimondi affirme que « si l'on prend le corps du pape et qu'on effectue des tests, on trouvera toujours des traces de poison dans son organisme. ».

### Karl Zéro
Selon Karl Zéro, la mort qu'il qualifie de suspecte du métropolite Nikodim en buvant son café lors d'une audience avec Luciani pourrait être un test ou un avertissement. Il cite également une succession de faits qu'il qualifie de troublants survenus juste avant le décès du pape durant le mois de septembre: outre la mort du métropolite, les frères Gusso, camériers proche de Luciani, furent subitement licenciés, des sonnettes furent installées au pied du lit papal la veille de sa mort, un inconnu pénétra dans les appartements sans être inquiété et un médecin déclara au pape quelques jours avant sa mort "vous avez le coeur brisé".

### Autres théories
Les services secrets ainsi que des organisations criminelles comme la Loge maçonnique P2 ou la mafia, sont également mis en cause par certaines rumeurs et théories,,.
Certains théoriciens du complot relient la mort de Jean-Paul Ier à un propos du troisième secret de Fátima, l'« évêque vêtu de blanc » vu par Lúcia de Jesus dos Santos et ses cousins Jacinta Marto et Francisco Marto durant l'apparition mariale de 1917,. Dans une lettre à un collègue, Jean-Paul Ier affirma qu'il avait été profondément touché par sa rencontre avec Lucia et voulait consacrer la Russie, en accord avec cette vision.
Les survivantistes, eux, soutiennent que Paul VI, toujours vivant, aurait été séquestré depuis 1975 par les francs-maçons, et remplacé par un sosie dont on s’est débarrassé lorsqu’il ne voulait plus obéir. Jean-Paul Ier aurait été assassiné pour avoir découvert la vérité.

## Évocation dans la culture populaire

### Au cinéma
Une première libre évocation cinématographique de cette théorie est tournée en 1982, Meurtre au Vatican de Marcello Aliprandi, avec Terence Stamp dans le rôle du pape fictif « Jean Clément Ier », empoisonné à peine quelques jours après son élection. Une version analogue apparaît également dans le film de 1990, Le Parrain III, dont une partie du scénario lie également la mort du pape en 1978 au scandale de la Banque Ambrosiano, présentant comme impliquée dans le crime organisé la Società generale immobiliare (it), la plus grande compagnie immobilière mondiale, dont les principaux actionnaires étaient le Vatican et la banque du Vatican. Dans la comédie de 1991, The Pope Must Die (en), dont le titre est repris d'un passage du livre de Yallop, un prêtre d'un pays pauvre devient un pape réformateur qui s'attaque à la corruption du Vatican dirigé par la Mafia, laquelle décide alors que « le pape doit mourir ».

### À la télévision
Le 22e épisode de Brad Meltzer's Decoded, Vatican, évoque des théories et des enquêtes sur la mort du pape. Le personnage de François II dans la série The New Pope est inspiré de Jean-Paul Ier.

### Au théâtre
Le comédien australien Shaun Micallef est l'auteur d'une pièce de théâtre en un acte intitulée The Death of Pope John Paul I : le pape est retrouvé raide sur son lit et deux cardinaux tentent de tester ses réflexes à l'aide d'un marteau médical, puis avec un marteau de menuisier, constituant une atteinte à sa vie.
Roger Crane a écrit la pièce dramatique The Last Confession qui décrit les événements, les manœuvres politiques et les intrigues qui entourent de la mort du pape. La pièce était en tournée au Royaume-Uni en 2007 avant d'être jouée au Theatre Royal Haymarket et diffusée à la radio sur BBC Radio 4 le 4 octobre 2008.

### Dans la bande dessinée
Dans la série de bande dessinées Warrior Nun Areala, on trouve une rétroaction sur le pontificat de Jean Paul Ier. Peu après avoir été élu pape, il découvre un complot maçonnique ourdi par des francs-maçons satanistes au sein du Vatican, et s'emploie à les éliminer. Découverts, les maçons le tuent afin de poursuivre leur œuvre de destruction de l'Église catholique. Durant son agonie, les Warrior Nuns s'emploient à le venger.

### Dans la chanson
Le groupe britannique The Fall, dans son album Bend Sinister (album), interprète une chanson intitulée Hey Luciani, où le Vatican est accusé d'avoir assassiné le pape Jean-Paul Ier (Luciani). Bernard Lavilliers fait référence à l'ensemble de cette affaire dans son titre Les Troisièmes couteaux.

### Dans la littérature
Dans le roman The Company: A Novel of the CIA par Robert Littell, le pape est assassiné par un tueur à gages payé par le KGB.
Dans le thriller Le Dernier pape d'Édouard Brasey, le pape rencontre Lucie, la voyante de Fatima qui lui confie le contenu du troisième secret conservé par l’Église, avant d'être assassiné avec l'aide de la mafia par un prêtre du Vatican qui deviendra secrétaire général du Vatican inféodé à des puissances financières mondiales occultes.
Assassini est un roman qui s'inspire de plusieurs controverses historiques concernant l'Église catholique romaine et qui sont mêlées les unes aux autres, dont la mort de Jean-Paul Ier.
Plus récemment, Luís Miguel Rocha, un auteur portugais au succès international, a écrit O Último Papa où Loge P2 et CIA travaillent conjointement à la récupération de cette fameuse liste de ses membres. L'assassinat du pape en septembre 1978 y est décrit en flash-back, et les noms de Gelli, Villot et Marcinkus, entre autres, sont évoqués sans détour.

## Source de traduction
- (en) Cet article est partiellement ou en totalité issu de l’article de Wikipédia en anglais intitulé « Pope John Paul I conspiracy theories » (voir la liste des auteurs).